# Reputation Stadium Tour
Reputation Stadium Tour bylo páté koncertní turné a první celostadionové turné americké zpěvačky Taylor Swift na podporu jejího šestého alba, Reputation (2017). Turné začalo 8. května 2018 v Glendale a skončilo 21. listopadu 2018 v Tokiu po 53 odehraných koncertech. Turné navštívilo 2 888 892 fanoušků a vydělalo $345.7 milionů v příjmech, čímž se stalo třetím ženským nejvýdělečnějším turné všech dob.
Koncert 6. října 2018 v AT&T Stadium, Arlington byl nahrán a 31. prosince 2018 vydán jako koncertní film na Netflixu.

## Vývoj

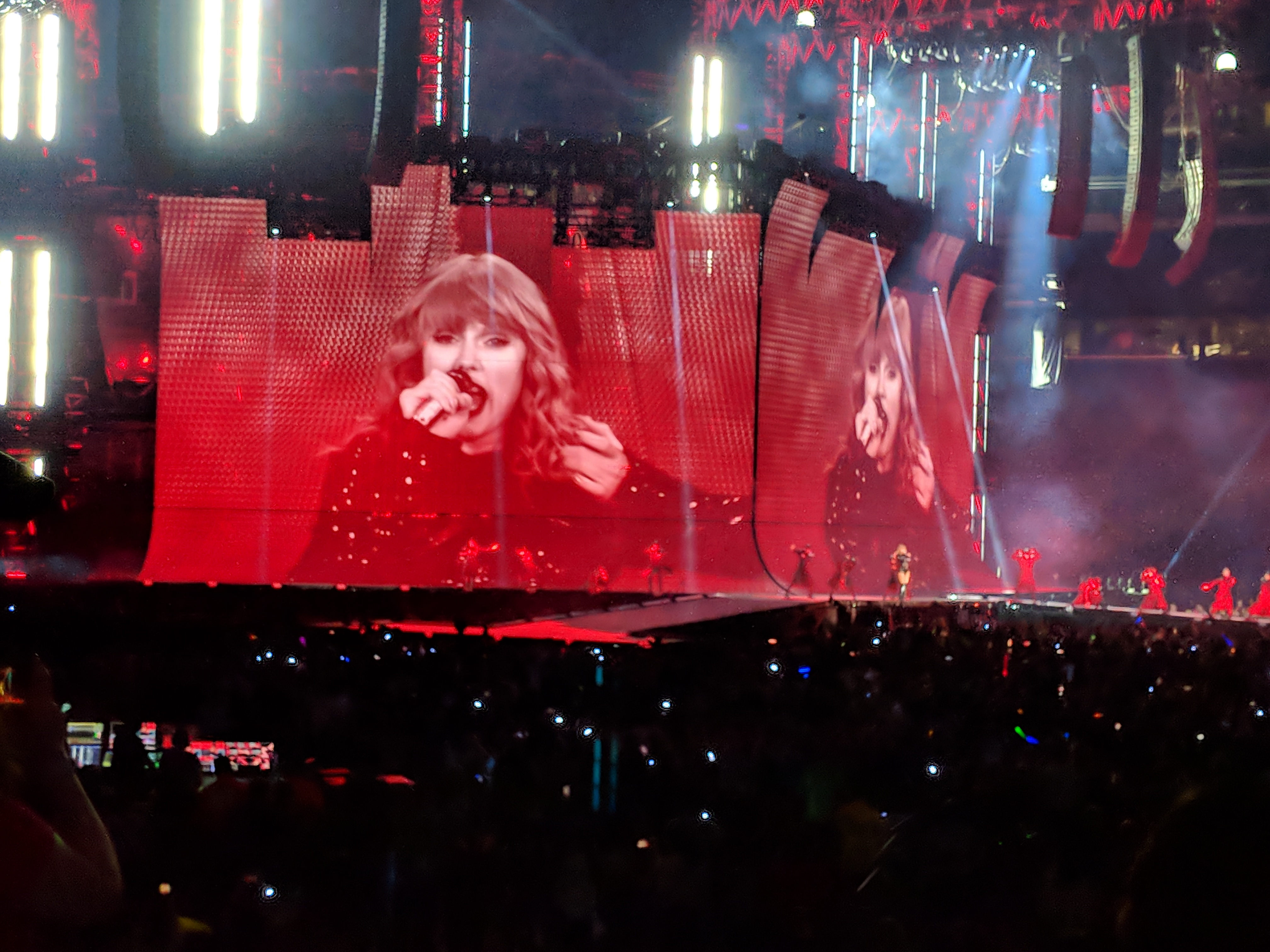
Obrovská zadní obrazovka během "...Ready for It?"

V srpnu 2017 Billboard ohlásil, že Swift bude používat program Verified Fan na platformě Ticketmaster, který zabraňuje botům nakupovat lístky. Program pojmenovaný "Taylor Swift Tix" umožnil fanouškům zakoupit vstupenky ještě před tím, než vyšly na prodej.
13. listopadu 2017 management Swift oznámil první data koncertů. Lístky šly na generální prodej 13. prosince 2017, na zpěvaččiny 28. narozeniny.
V druhé půlce listopadu 2017 byl oznámen koncert v Manchesteru, Dublinu a Londýně. Kvůli obrovskému zájmu byly oznámeny další data pro všechny tři města. Navíc zpěvačka oznámila další data pro Pasadenu, Chicago, East Rutherford, Foxborough, Toronto a Atlantu kvůli velké poptávce v předprodeji. 3. prosince 2017 Swift oznámila pět koncertů v Oceánii. V lednu 2018 byly kvůli mohutnému zájmu přidána druhá data pro Santa Claru, Landover, Filadelfii, Minneapolis a Arlington a třetí data v East Rutherford a Foxborough s celkovými 40 koncerty v Severní Americe.
1. března 2018 byly oficiálně oznámeny předskokanky na turné, jež jsou Charli XCX a Camila Cabello. O Cabello jako předskokankyni se dříve spekulovalo, neboť data turné se nekryla s jejím turné, Never Be the Same Tour. Portland's Live 95.5 ji také oznámil v soutěži na koncert 22. června 2018 ve Wembley Stadium, Londýn skrze vymazaný příspěvek na Twitteru den před oficiálním zveřejněním.
7. května 2018, den před začátkem turné v Glendale, Arizona, Swift pozvala 2 000 pěstounských a adoptovaných dětí na její zkoušku kostýmů.
8. května 2018 Swift oznámila dva koncerty v Tokiu spolu s Charli XCX jako předskokanem. V září 2018 Broods byly oznámeni jako předskokani v Oceánii spolu s Charli XCX.

## Komerční výstup

### Prodej lístků
Čtyři dny po začátku prodeji skrze Verified Fan a tři dny po generálním prodeji, který začal 13. prosince 2017, turné už vydělalo $180 milionů jenom ze 33 koncertů v Severní Americe. Pollstar ohlásil data podpořena Gridiron Stadium Network, jež ukazují alespoň 35 000 prodaných lístků z 10 stadionů do 18. prosince 2017.
Turné je podle StubHub nejvýdělečnějším ženským turné ve Spojeném království za rok 2018.

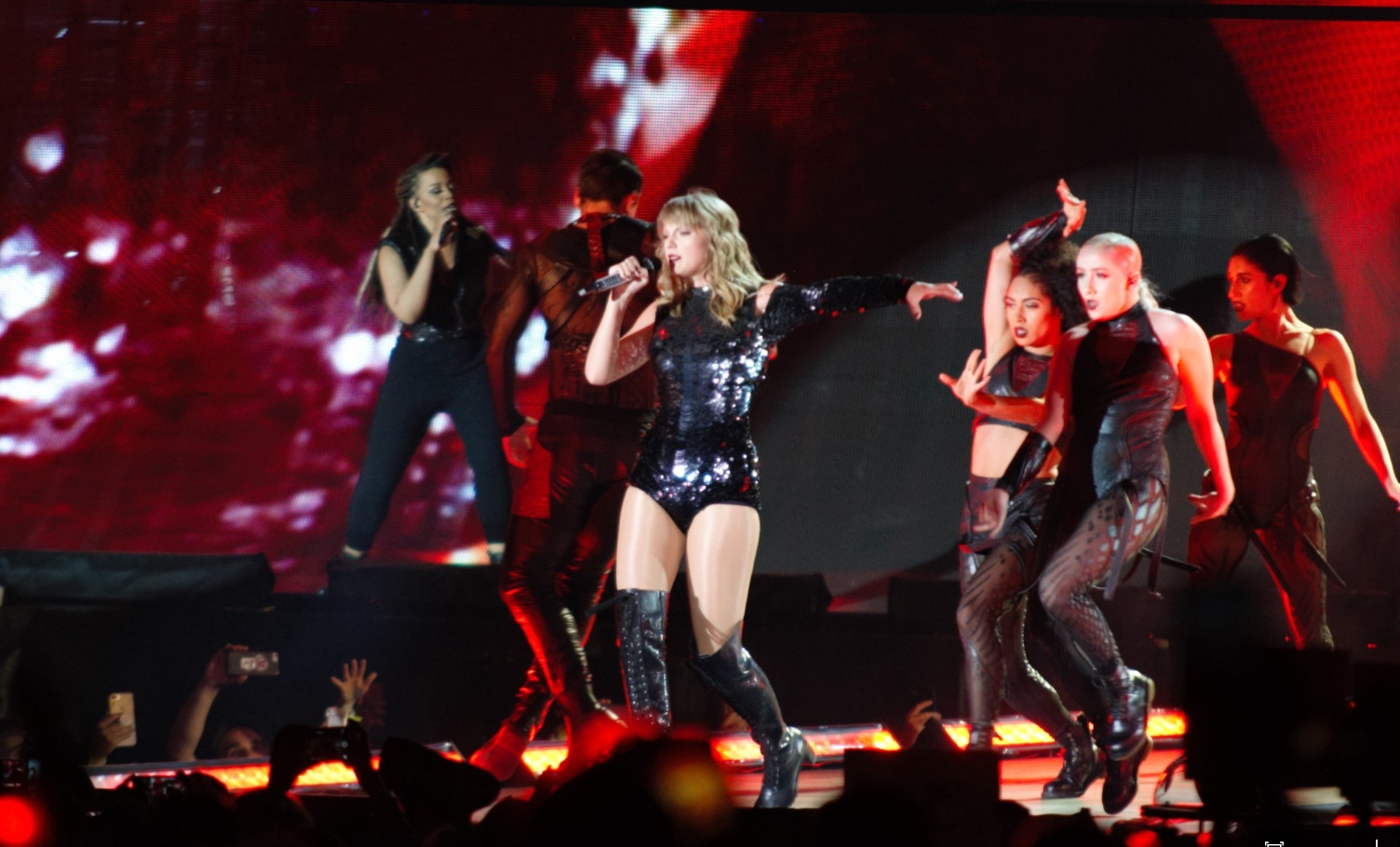
Taylor Swift vystupující ve Sports Authority Field at Mile High v Denveru, Colorado, kde se stala první umělkyní vystupující ve stadionu jako hlavní akt.

### Rekordy
Turné překonalo několik rekordů v návštěvnosti a příjmů. Debutové vystoupení v University of Phoenix Stadium v Glendale stanovilo nový rekord jak v návštěvnosti, tak i v příjmech, kdy výdělkem bylo překonané vystoupení skupiny Metallica ze srpna 2017 o $2 miliony a účastí bylo překonané vystoupení hudební skupiny One Direction z roku 2014 o 2 633 sedaček.
Swift se stala první ženskou umělkyní vystupující v dublinském Croke Park dvakrát s 136 000 navštíveným fanoušky. Dosáhla milníku, kdy se stala první ženou vystupující tři noci po sobě v MetLife Stadium a Gillette Stadium.

### Ocenění
| Rok  | Organizace                  | Ocenění                  | Výsledek  |
| ---- | --------------------------- | ------------------------ | --------- |
| 2018 | Billboard Live Music Awards | Top U.S. Tour            | vítězství |
| 2018 | American Music Awards       | Tour of the Year         | vítězství |
| 2018 | People's Choice Awards      | Concert Tour of the Year | vítězství |
| 2019 | Pollstar Awards             | Best Pop Tour            | vítězství |
| 2019 | iHeartRadio Music Awards    | Tour of the Year         | vítězství |

## Setlist
Tento setlist je z 8. května 2018 v Glendale a nemusí být stejný pro všechny koncerty.
1. "...Ready for It?"
2. "I Did Something Bad"
3. "Gorgeous"
4. "Style / Love Story / You Belong with Me"
5. "Look What You Made Me"
6. "End Game"
7. "King of My Heart"
8. "Delicate"
9. "Shake It Off" (s Camila Cabello a Charli XCX)
10. "Dancing with Our Hands Tied"
11. "All Too Well"
12. "Blank Space"
13. "Dress"
14. "Bad Blood / Shoud've Said No"
15. "Don't Blame Me"
16. "Long Live / New Year's Day"
17. "Getaway Car"
18. "Call It What You Want"
19. "We Are Never Ever Getting Back Together" / "This Is Why We Can't Have Nice Things"

| Poznámky |
| --- |
| - Během první show v Landoveru, druhé show ve Filadelfii, třetí show v East Rutherfordu a druhé show v Tokio Swift zpívala "So It Goes..." namísto "Dancing with Our Hands Tied". - Během druhé show ve Filadelfii Swift zazpívala "Our Song" a "Wildest Dreams" a cappella po "Delicate" kvůli nefunkčnosti létací plošiny. - Během druhé show v East Rutherfordu zpívala "Clean" před "Long Live / New Year's Day". |

| Speciální píseň |
| --- |
| Následující písně byly zpívány Swift namísto "All Too Well". - Během první show v Santa Claře, "Wildest Dreams" - Během druhé show v Sante Claře, "The Best Day" - Během první show v Pasedeně, "Red" - Během show v Seattlu, "Holy Ground" - Během show v Denveru, "Teardrops on My Guitar" - Během první show v Chicago, "Our Song" - Během druhé show v Chicago, "22" - Během první show v Manchesteru, "I Know You Were Trouble" - Během druhé show v Manchesteru, "I Don't Wanna Live Forever" - Během první show v Dublinu, "Mean" - Během druhé show v Dublinu, "How You Get the Girl" - Během první show v Londýně, "So It Goes..." - Během druhé show v Londýně, "Fifteen" - Během show v Louisville, "Mine" - Během show v Columbus, "Sparks Fly" - Během první show v Landoveru, "State of Grace" - Během druhé show v Landoveru, "Haunted" - Během první show ve Filadelfii, "Never Grow Up" - Během druhé show ve Filadelfii, "Treacherous" - Během show v Clevelandu, "Babe" - Během první show v East Rutherfordu, "Welcome to New York" - Během druhé show v East Rutherfordu, "Fearless" - Během třetí show v East Rutherfordu, "Enchanted" - Během první show ve Foxborough, "22" - Během druhé show ve Foxborough, "Change" - Během třetí show ve Foxborough, "Ours" - Během první show v Torontu, "Out of the Woods" - Během druhé show v Torontu, "Come Back... Be Here" - Během show v Pittsburghu, "A Place in This World" - Během první show v Atlantě, "This Love" - Během druhé show v Atlantě, "The Lucky One" - Během show v Tampě, "Invisible" - Během show v Miami Gardens, "Breathe" - Během show v Nashvillu, "Better Man" - Během show v Detroitu, "Jump Then Fall" - Během první show v Minneapolis, "Begin Again" - Během druhé show v Minneapolis, "Tied Together with a Smile" - Během show v Kansas City, "The Story of Us" - Během show v Indianapolis, "Forever & Always" - Během show v St. Louis, "Hey Stephen" - Během show v New Orleans, "Speak Now" - Během show v Houstonu, "Wonderland" - Během první show v Arlingtonu, "White Horse" - Během show v Perthu, "I Knew You Were Trouble" - Během show v Melbourne, "I'm Only Me When I'm with You" - Během show v Sydney, "22" - Během show v Brisbane, "Starlight" - Během show v Aucklandu, "Out of the Woods" - Během první show v Tokiu, "I Know Places" - Během druhé show v Tokiu, "Wildest Dreams" |

| Speciální hosti |
| --- |
| Swift překvapovala fanoušky během turné svými speciálními hosty, se kterými zazpívala duet. - 18. května 2018 – Pasedena: "There's Nothing Holdin' Me Back" se Shawnem Mendesem - 19. května 2018 – Pasedena: "My My My!" s Troyem Sivanem; "Hands to Myself" se Selenou Gomez - 22. června 2018 – Londýn: "Slow Hands" s Niallem Horanem. - 23. června 2018 – Londýn: "Angels" s Robbiem Williamsem - 26. července 2018 – Foxborough: "Curios" s Hayley Kiyoko - 4. srpna 2018 – Toronto: "Summer of '69" s Bryanem Adamsem - 25. srpna 2018 – Nashville: "Tim McGraw" s Timem McGrawem a Faith Hill - 5. října 2018 – Arlington: "The Middle" s Maran Morris - 6. října 2018 – Arlington: "Babe" s Sugarland |

## Seznam koncertů
| Datum                     | Město                     | Stát                      | Místo                               | Předskokan(i)             | Účast                        | Příjem                    |
| Etapa 1 – Severní Amerika | Etapa 1 – Severní Amerika | Etapa 1 – Severní Amerika | Etapa 1 – Severní Amerika           | Etapa 1 – Severní Amerika | Etapa 1 – Severní Amerika    | Etapa 1 – Severní Amerika |
| ------------------------- | ------------------------- | ------------------------- | ----------------------------------- | ------------------------- | ---------------------------- | ------------------------- |
| 8. května 2018            | Glendale                  | USA                       | University of Phoenix Stadium       | Camila Cabello Charli XCX | 59,157 / 59,157              | $7,214,478                |
| 11. května 2018           | Santa Clara               | USA                       | Levi's Stadium                      | Camila Cabello Charli XCX | 107,550 / 107,550            | $14,006,963               |
| 12. května 2018           | Santa Clara               | USA                       | Levi's Stadium                      | Camila Cabello Charli XCX | 107,550 / 107,550            | $14,006,963               |
| 18. května 2018           | Pasadena                  | USA                       | Rose Bowl                           | Camila Cabello Charli XCX | 118,084 / 118,084            | $16,251,980               |
| 19. května 2018           | Pasadena                  | USA                       | Rose Bowl                           | Camila Cabello Charli XCX | 118,084 / 118,084            | $16,251,980               |
| 22. května 2018           | Seattle                   | USA                       | CenturyLink Field                   | Charli XCX                | 56,021 / 56,021              | $8,672,219                |
| 25. května 2018           | Denver                    | USA                       | Sports Authority Field at Mile High | Camila Cabello Charli XCX | 57,140 / 57,140              | $7,926,366                |
| 1. června 2018            | Chicago                   | USA                       | Soldier Field                       | Camila Cabello Charli XCX | 105,208 / 105,208            | $14,576,697               |
| 2. června 2018            | Chicago                   | USA                       | Soldier Field                       | Camila Cabello Charli XCX | 105,208 / 105,208            | $14,576,697               |
| Etapa 2 – Evropa          |                           |                           |                                     |                           |                              |                           |
| 8. června 2018            | Manchester                | Anglie                    | Etihad Stadium                      | Camila Cabello Charli XCX | 77,258 / 77,258              | $6,169,724                |
| 9. června 2018            | Manchester                | Anglie                    | Etihad Stadium                      | Camila Cabello Charli XCX | 77,258 / 77,258              | $6,169,724                |
| 15. června 2018           | Dublin                    | Irsko                     | Croke Park                          | Camila Cabello Charli XCX | 133,034 / 133,034            | $8,567,769                |
| 16. června 2018           | Dublin                    | Irsko                     | Croke Park                          | Camila Cabello Charli XCX | 133,034 / 133,034            | $8,567,769                |
| 22. června 2018           | Londýn                    | Anglie                    | Wembley Stadium                     | Camila Cabello Charli XCX | 143,427 / 143,427            | $12,214,933               |
| 23. června 2018           | Londýn                    | Anglie                    | Wembley Stadium                     | Camila Cabello Charli XCX | 143,427 / 143,427            | $12,214,933               |
| Etapa 3 – Severní Amerika |                           |                           |                                     |                           |                              |                           |
| 30. června 2018           | Louisville                | USA                       | Cardinal Stadium                    | Camila Cabello Charli XCX | 52,138 / 52,138              | $4,928,219                |
| 7. července 2018          | Columbus                  | USA                       | Ohio Stadium                        | Camila Cabello Charli XCX | 62,897 / 62,897              | $6,606,529                |
| 10. července 2018         | Landover                  | USA                       | FedExField                          | Camila Cabello Charli XCX | 95,672 / 95,672              | $11,396,004               |
| 11. července 2018         | Landover                  | USA                       | FedExField                          | Camila Cabello Charli XCX | 95,672 / 95,672              | $11,396,004               |
| 13. července 2018         | Filadelfie                | USA                       | Lincoln Financial Field             | Camila Cabello Charli XCX | 107,378 / 107,378            | $11,951,047               |
| 14. července 2018         | Filadelfie                | USA                       | Lincoln Financial Field             | Camila Cabello Charli XCX | 107,378 / 107,378            | $11,951,047               |
| 17. července 2018         | Cleveland                 | USA                       | FirstEnergy Stadium                 | Camila Cabello Charli XCX | 51,323 / 51,323              | $5,148,757                |
| 20. července 2018         | East Rutherford           | USA                       | MetLife Stadium                     | Camila Cabello Charli XCX | 165,654 / 165,654            | $22,031,386               |
| 21. července 2018         | East Rutherford           | USA                       | MetLife Stadium                     | Camila Cabello Charli XCX | 165,654 / 165,654            | $22,031,386               |
| 22. července 2018         | East Rutherford           | USA                       | MetLife Stadium                     | Camila Cabello Charli XCX | 165,654 / 165,654            | $22,031,386               |
| 26. července 2018         | Foxborough                | USA                       | Gillette Stadium                    | Camila Cabello Charli XCX | 174,764 / 174,764            | $21,779,846               |
| 27. července 2018         | Foxborough                | USA                       | Gillette Stadium                    | Camila Cabello Charli XCX | 174,764 / 174,764            | $21,779,846               |
| 28. července 2018         | Foxborough                | USA                       | Gillette Stadium                    | Camila Cabello Charli XCX | 174,764 / 174,764            | $21,779,846               |
| 3. srpna 2018             | Toronto                   | Kanada                    | Rogers Centre                       | Camila Cabello Charli XCX | 100,310 / 100,310            | $11,177,000               |
| 4. srpna 2018             | Toronto                   | Kanada                    | Rogers Centre                       | Camila Cabello Charli XCX | 100,310 / 100,310            | $11,177,000               |
| 7. srpna 2018             | Pittsburgh                | USA                       | Heinz Field                         | Camila Cabello Charli XCX | 56,445 / 56,445              | $6,230,876                |
| 10. srpna 2018            | Atlanta                   | USA                       | Mercedes-Benz Stadium               | Camila Cabello Charli XCX | 116,746 / 116,746            | $18,089,415               |
| 11. srpna 2018            | Atlanta                   | USA                       | Mercedes-Benz Stadium               | Camila Cabello Charli XCX | 116,746 / 116,746            | $18,089,415               |
| 14. srpna 2018            | Tampa                     | USA                       | Raymond James Stadium               | Camila Cabello Charli XCX | 55,909 / 55,909              | $7,244,264                |
| 18. srpna 2018            | Miami Gardens             | USA                       | Hard Rock Stadium                   | Camila Cabello Charli XCX | 47,818 / 47,818              | $7,072,164                |
| 25. srpna 2018            | Nashville                 | USA                       | Nissan Stadium                      | Camila Cabello Charli XCX | 56,112 / 56,112              | $9,007,179                |
| 28. srpna 2018            | Detroit                   | USA                       | Ford Field                          | Camila Cabello Charli XCX | 49,464 / 49,464              | $6,597,852                |
| 31. srpna 2018            | Minneapolis               | USA                       | U.S. Bank Stadium                   | Camila Cabello Charli XCX | 98,774 / 98,774              | $10,242,024               |
| 1. září 2018              | Minneapolis               | USA                       | U.S. Bank Stadium                   | Camila Cabello Charli XCX | 98,774 / 98,774              | $10,242,024               |
| 8. září 2018              | Kansas City               | USA                       | Arrowhead Stadium                   | Camila Cabello Charli XCX | 58,611 / 58,611              | $6,730,138                |
| 15. září 2018             | Indianapolis              | USA                       | Lucas Oil Stadium                   | Camila Cabello Charli XCX | 55,729 / 55,729              | $6,531,245                |
| 18. září 2018             | St. Louis                 | USA                       | The Dome at America's Center        | Camila Cabello Charli XCX | 47,831 / 47,831              | $4,884,054                |
| 22. září 2018             | New Orleans               | USA                       | Mercedes-Benz Superdome             | Camila Cabello Charli XCX | 53,172 / 53,172              | $6,491,546                |
| 29. září 2018             | Houston                   | USA                       | NRG Stadium                         | Camila Cabello Charli XCX | 53,800 / 53,800              | $9,350,275                |
| 5. října 2018             | Arlington                 | USA                       | AT&T Stadium                        | Camila Cabello Charli XCX | 105,002 / 105,002            | $15,006,157               |
| 6. října 2018             | Arlington                 | USA                       | AT&T Stadium                        | Camila Cabello Charli XCX | 105,002 / 105,002            | $15,006,157               |
| Etapa 4 – Oceánie         |                           |                           |                                     |                           |                              |                           |
| 19. října 2018            | Perth                     | Austrálie                 | Optus Stadium                       | Charli XCX Broods         | —                            | —                         |
| 26. října 2018            | Melbourne                 | Austrálie                 | Marvel Stadium                      | Charli XCX Broods         | 63,027 / 63,027              | $6,755,570                |
| 2. listopadu 2018         | Sydney                    | Austrálie                 | ANZ Stadium                         | Charli XCX Broods         | 72,805 / 72,805              | $7,686,564                |
| 6. listopadu 2018         | Brisbane                  | Austrálie                 | The Gabba                           | Charli XCX Broods         | 43,907 / 43,907              | $4,338,127                |
| 9. listopadu 2018         | Auckland                  | Nový Zéland               | Mount Smart Stadium                 | Charli XCX Broods         | 35,749 / 35,749              | $3,617,593                |
| Etapa 5 – Asie            |                           |                           |                                     |                           |                              |                           |
| 20. listopadu 2018        | Tokio                     | Japonsko                  | Tokyo Dome                          | Charli XCX                | 100,109 / 100,109            | $14,859,847               |
| 21. listopadu 2018        | Tokio                     | Japonsko                  | Tokyo Dome                          | Charli XCX                | 100,109 / 100,109            | $14,859,847               |
| Celkově                   | Celkově                   | Celkově                   | Celkově                             | Celkově                   | 2,888,892 / 2,888,892 (100%) | $345,700,000              |